# Bassus pedunculatus
Bassus pedunculatus är en stekelart som först beskrevs av Szepligeti 1902.  Bassus pedunculatus ingår i släktet Bassus och familjen bracksteklar. Inga underarter finns listade.